# 丹德拉
丹德拉（Dhandera），是印度北阿坎德邦Hardwar县的一个城镇。总人口15297（2001年）。位于29°50′N 77°53′E / 29.84°N 77.89°E.

## 人口
该地2001年总人口15297人，其中男性7984人，女性7313人；0—6岁人口2465人，其中男1373人，女1092人；识字率55.13%，其中男性为61.86%，女性为47.79%。